# Gérard Bernardet
Gérard Bernardet (* 7. März 1957 in Mostaganem) ist ein ehemaliger französischer Fußballspieler und späterer -trainer.

## Spielerkarriere
Der 165 Zentimeter große offensive Mittelfeldspieler Bernardet wuchs in Lorient in der westfranzösischen Bretagne auf und begann 1963 beim lokalen Verein CEP Lorient mit dem Fußballspielen. 1973 wechselte er zum großen Stadtrivalen FC Lorient, schaffte bei diesem noch während der Saison 1973/74 den Sprung in den Zweitligakader und daraufhin auch das Debüt in der zweithöchsten Spielklasse Frankreichs. 1975 gelang dem damals 18-Jährigen der Durchbruch und er wurde zum unumstrittenen Stammspieler. Es war mit der AS Cannes ein Ligakonkurrent, der ihn unter Vertrag nahm. Bei den Südfranzosen präsentierte sich der im Mittelfeld beheimatete Bernardet als Torjäger und erreichte mit zwölf Treffern im Verlauf der Spielzeit 1977/78 die beste Torausbeute seiner gesamten Laufbahn. Seine Leistungen weckten das Interesse mehrerer Erstligaklubs, was dazu führte, dass er 1980 zur US Valenciennes-Anzin in die oberste Liga wechselte. 
Am 24. Juli 1980 erreichte der zu diesem Zeitpunkt 23-Jährige in einer Begegnung gegen Olympique Lyon sein Erstligadebüt und stellte fortan einen fest gesetzten Leistungsträger dar. Dennoch blieb er Valenciennes nicht dauerhaft treu, da er 1981 vom als ambitioniert geltenden Erstligaaufsteiger Stade Brest verpflichtet wurde. Dort war er ein derart fester Bestandteil der Mannschaft, dass er von 1981 bis 1983 keine Partie verpasste. Auf privater Ebene hatte er in dieser Zeit einen schweren Schicksalsschlag hinzunehmen, als im Juli 1982 seine erste Ehefrau verstarb. Im Sommer 1983 sorgte er für Verwunderung, als er trotz seines Stammplatzes beim im Erstligamittelfeld positionierten Stade Brest zum eine Klasse tiefer antretenden FC Mulhouse wechselte. Dort wurde er zum Schlüsselspieler, scheiterte mit seinen Teamkameraden 1985 in der Relegation jedoch knapp am angestrebten Aufstieg. Persönlich schaffte er im selben Jahr dennoch die Rückkehr in die erste Liga, da er ein weiteres Mal nach Brest ging. 1986 gab er erneut einen sicheren Stammplatz in der ersten Liga auf, um in die Zweitklassigkeit zu wechseln. Mit seinem neuen Arbeitgeber HSC Montpellier erreichte er aber bereits 1987 den Aufstieg in die oberste Spielklasse. Dem folgte ein Jahr später ein dritter Tabellenrang, was vor allem an der stabilen Abwehrleistung der Mannschaft lag. Dies erlaubte zur Teilnahme am europäischen Wettbewerb und ermöglichte Bernardet, der nie für die Nationalelf spielte, 1988 sein Debüt auf internationaler Ebene. Wenngleich er die dreißig Jahre schon überschritten hatte, blieb er Teil der ersten Elf, bis er im April 1989 zum Ligarivalen Olympique Marseille wechselte. Durch seine fünf Einsätze, die er in der Endphase der Saison noch im Trikot von Marseille bestritt, gehörte er der französischen Meistermannschaft von 1989 an. Im Oktober desselben Jahres verließ er den Meister und ging zum erstklassig antretenden SC Toulon. Weil seine früheren Kollegen aus Marseille 1990 erneut den Ligatitel gewannen und er bis zu seinem Wechsel bei drei Erstligapartien aufgeboten worden war, kam ihn daran eine Beteiligung zu. Bernardet ist somit zwei Mal französischer Meister geworden.
Bei Toulon besaß er einen Platz in der Stammelf, bis er am 25. November 1990 an den Zweitligisten Olympique Nîmes abgegeben wurde. Mit diesem schaffte er 1991 den Sprung in die erste Liga und lief in der Eliteklasse auf, bis er in der Saison 1992/93 fast völlig aus der ersten Mannschaft verdrängt wurde. Dazu musste er 1993 den Abstieg hinnehmen. Zu diesem Zeitpunkt entschied sich der 36 Jahre alte Spieler nach 287 Erstligapartien mit 44 Toren und 296 Zweitligapartien mit 62 Toren für die Beendigung seiner Profilaufbahn.

## Trainerkarriere
1996 übernahm Bernardet als Trainer die repräsentative Mannschaft des Reinigungsunternehmens Groupe Nicollin. Bis 1999 führte er bei dieser eine Doppelrolle als Spielertrainer aus. Von 1999 an war er Mitglied im Trainerstab des HSC Montpellier und beerbte im November 2002 den Cheftrainer Michel Mézy, da der Verein vom Abstieg bedroht war. Vor diesem konnte er den Klub bewahren, geriet in der nachfolgenden Spielzeit allerdings wieder in die Abstiegszone und wurde im Februar 2004 aus demselben Grund entlassen wie sein Vorgänger. Von 2004 bis 2006 trainierte er seinen in die dritte Liga abgerutschten Ex-Klub AS Cannes.